# Clã Koga
Clã Koga (久我家, Koga-ke) é um ramo do Clã Minamoto (que descendia do Imperador Murakami). Os Koga dentro do kuge  pertencia ao Seigake. Após a Restauração Meiji,  foi dado ao chefe da família Koga o título de  Hōshaku (侯爵, marquês) como parte do kazoku, a nobreza hereditária que combinou o kuge e o daimyo. Uma das responsabilidades dos Koga era ser os protetores da Guilda das Prostitutas O clã Koga foi considerado como um dos clãs mais bem sucedidas ao longo do período Meiji.
O Kamon dos Koga é uma representação artística da flor Gentiana scabra da variedade buergeri. 
Os kanji do nome têm os significados: 久 (longo tempo) 我 (Eu). "Koga" é o on'yomi (leitura Sino-Japonesa ) do kanji enquanto "Hisashi ware" seria o kun'yomi (leitura japonesa nativa). Mas, na verdade, 久 我 é o ateji (当て字, caracteres fonético equivalente) para 陸 (koga; uma palavra obsoleta que significa terra). 
O nome da família tem a sua origem em Minamoto no Masazane (源雅実), considerado o fundador do Clã Koga, que tinha uma casa em Koga (que hoje pertence distrito de Fushimi, em Quioto), e que quando exerceu o cargo de Daijō Daijin era chamado Koga-Daijō-Daijin. Ainda existe em Fushimi um santuário Xintoísta chamado Koga-jinja (久我神社). 
O atual líder do Clã, Tomomichi Koga (久我誠通), é o proprietário de um salão de arte em Tóquio.

## Lideres do Clã
Lista parcial de líderes do Clã Koga
1. Minamoto no Masazane - (1122 - 1124)
2. Minamoto no Masasada - (1124 -1154)
3. Minamoto no Masamichi - (1154-1175)
4. Minamoto no Michichica - (1175-1202)
5. Koga Michiteru - (1202 - 1221)
6. Koga Michihira - (1221 - 1223)
7. Koga Michitada - (1223 - 1251)
8. Koga Michimoto - (1251 - 1308)
9. Koga Michio - (1308 - 1329)
10. Koga Nagamichi - (1329 - 1342)
11. Koga Michimasa - (1342 - 1371)
12. Koga Tomomichi - (1371 - 1397)
13. Koga Michinobu - (1397 - 1419)
14. Koga Kiyomichi - (1419 - 1453)
15. Koga Michihiro - (1453)